# Alberto Martín (actor)
Luis Alberto Di Feo conocido artísticamente como Alberto Martín (San Martín, 8 de mayo de 1944 - Buenos Aires, 16 de agosto de 2025) fue un primer actor argentino de cine, teatro y televisión, que desarrolló una intensa carrera profesional.

## Trabajos

### Cine[4]
- 1950: La muerte está mintiendo, como un niño de seis años
- 1971: La valija.
- 1972: Vení conmigo.
- 1977: Yo, el mejor, como el doctor
- 1977: La nueva cigarra.
- 1977: Brigada en acción, como el comisario principal Luis Chávez.
- 1979: El último amor en Tierra del Fuego.
- 1980: Los hijos de López, como Martín López Lawrence
- 1980: ¡Qué linda es mi familia!
- 1988: Amérika, terra incógnita como cacique carib
- 2007: Los tres berretines
- 2008: Los superagentes, nueva generación.

### Teatro
- Fantástica
- Mi querido Mr. New York
- La jaula de las locas
- Oscar
- Compañero del alma
- Viva la vida (Un Tributo a los jóvenes De ayer)

### Televisión
- 1965: Su comedia favorita (serie).
- 1968: Un ángel en el fango (serie), como Alberto Santiesteban.
- 1969: Cuando vuelvas a mí (serie), como Martín.
- 1970: El hombre que me negaron (serie).
- 1970: Inconquistable Viviana Hortiguera (serie), como Mariano Aráoz y Vedia.
- 1971: Nacido para odiarte (serie).
- 1971: Pequemos un poquito (serie), como Pablo.
- 1972: Me llaman Gorrión (serie), como Gabriel Mendoza.
- 1972: Un extraño en nuestras vidas (serie).
- 1972: Mariano Marzán, un médico de Buenos Aires.
- 1972-1974: Alta comedia (2 episodios).
  - 1972: «Casco de oro».
  - 1974: «Los árboles mueren de pie», como Mauricio.
- 1975: Gutierritos (serie), como Ángel "Gutierritos" Gutiérrez.
- 1975: Alguien por quien vivir (serie).
- 1976: Crónica de un gran amor (serie), como Rogelio de los Ríos.
- 1977: Vivir por amor (serie), como Claudio Lombardo.
- 1977: Invitación a Jamaica (miniserie), como Sebastián Peñalver.
- 1978: Una promesa para todos (serie), como Ernesto.
- 1979-1980: Los hijos de López (serie), como Martín López Lawrence.
- 1980: Mancinelli y familia (serie).
- 1981: Stefanía (serie), como Alejandro.
- 1982: Crecer con Papá (serie), como Martín.
- 1983: Feel the heat (serie), como José Gómez.
- 1983-1984: Mesa de noticias (serie).
- 1985: El camionero y la dama (serie), como Mario.
- 1988: Los porteños (serie), como Paulino Zabala.
- 1989: La bonita pagina (serie).
- 1991: Tato, la leyenda continúa (serie).
- 1992: Tato de América (serie).
- 1993: Tal para cual (serie), junto a Adrián Suar.
- 1993: Vivo con un fantasma (serie).
- 1996: Como pan caliente (serie).
- 1999: La mujer del presidente (serie).
- 2001: El sodero de mi vida (serie), como Hipólito Campos (episodios desconocidos).
- 2002: Infieles, miniserie, como Mario (episodio Algo en común) (episodios desconocidos).
- 2003: Costumbres argentinas, como Jorge Pichi Martínez.
- 2003: Tercer tiempo (serie).
- 2003: Easy, lo hacés vos (serie), como el anfitrión.
- 2004: Los pensionados (serie), como Hornos.
- 2004: Los secretos de papá, como Antonio.
- 2006: El código Rodriguez (serie), como Eduardo T. Manga.
- 2006ː Amas de casa desesperadas (serie), como Rodolfo Salgari
- 2013: Solamente vos (serie), como Orlando Andrés.
- 2016: Los ricos no piden permiso (serie), como Padre Evaristo Rossi.
- 2017: Quiero vivir a tu lado (serie), como Lorenzo Romano.
- 2019: Pequeña Victoria.
- 2023-2025: Mañanísima (programa de televisión), cocinero.